# Mail retrieval agent
El mail retrieval agent (MRA) es un software que recupera correo electrónico de un servidor de correo remoto y que trabaja con un agente de entrega de correo para enviar correo a cuentas locales o remotas. 
Pueden ser aplicaciones externas autónomas o estar construidas como parte de una aplicación mayor como un cliente de correo electrónico.
Algunos ejemplos de MRAs independientes son fetchmail y getmail.